# Bargfeld-Stegen
BargfeldStegen é um município da Alemanha localizado no distrito de Stormarn, estado da Schleswig-Holstein. Pertence ao Amt de Bargteheide-Land.